# Фијаме Матаафа Фаумуина Мулинуу II
Фијаме Матаафа Фаумуина Мулинуу II, Ц. Б. Е. (енгл. Fiame Mata'afa Faumuina Mulinu'u II; 5. август 1921 — 20. мај 1975) био је врховни поглавица и први премијер Самое. На месту премијера је био од 1. октобра 1959. године до фебруара 1970. године, те од марта 1973. године до смрти 1975. године. Титулу врховног поглавице Матаафа је наследио године 1948. године од свог оца Матаафе Фаумуине Фијаме Мулинууа I, вође Мау покрета за независност од Новог Зеланда.
Матаафа Мулинуу II је почео да се бави политиком 1957. године када је изабран у тадашњи парламент. Био један од твораца самоанског Устава. Године 1963. је послао службени протест против француских нуклеарних тестова на Тахитију.